# Lugiowie
     kultura przeworska
     nadłabski krąg kulturowy
     kultura wielbarska
     kultury bałtyjskie
     kultura zarubiniecka
     kultura czerniachowska
     kultura kijowska
     Cesarstwo Rzymskie

Kultury archeologiczne III wieku
kultura przeworska
nadłabski krąg kulturowy
kultura wielbarska
kultury bałtyjskie
kultura zarubiniecka
kultura czerniachowska
kultura kijowska
Cesarstwo Rzymskie

Lugiowie, Ligiowie (łac. Lugii, Lygii, Lugiones, Longiones) – starożytny lud germański zamieszkujący w pierwszych wiekach naszej ery ziemie nad górną częścią Odry i Wisły, a więc teren dzisiejszej południowej Polski.
Genetycznie pochodzili zapewne w głównej mierze z lokalnych grup ludności używających języków staroeuropejskich lub indoeuropejskich (kultury łużycka i pomorska), uległych celtyckim wpływom kulturowym (nieliczni na ziemiach polskich Celtowie nie mogli stanowić znaczniejszego substratu etnicznego) i zgermanizowanych. Przez archeologów Lugiowie są utożsamiani z obszarem kultury przeworskiej.

## Etymologia
Przez długi czas w nauce polskiej, począwszy od wydanej w 1868 roku pracy Wojciecha Kętrzyńskiego Die Lygier. Ein Beitrag zur Urgeschichte der Westslawen und Germanen, w świetle teorii autochtonicznej utożsamiano Lugiów z Prasłowianami. Pogląd ten zainspirował Henryka Sienkiewicza do wprowadzenia w Quo vadis postaci Ligii, pochodzącej z terenów współczesnej Polski. Próbowano wyprowadzić słowiański rodowód nazwy Lugiów jako mieszkańców ługów, łęgów, tj. podmokłych łąk, mokradeł, leśnych bagien. W świetle współczesnych badań etymologia ta nie ma uzasadnienia, zaś według teorii allochtonicznego pochodzenia Słowian jest ona nieprawdopodobna. Według hipotezy Pawła Józefa Šafárika pozostałością po Lugiach jest nazwa krainy historycznej Łużyce.
Przypuszcza się, że nazwa Lugiów może mieć raczej pochodzenie celtyckie, od imienia boga Lugha.
Ptolemeusz wymienia plemię Lugiów oraz miejscowość Lugidunum. Niektóre hipotezy wiążą Lugidunum z Legnicą lub Głogowem i z plemieniem Lugiów-Didunów.

## Podziały plemienne
Według Strabona Lugiowie podlegali władzy Marboda, natomiast Tacyt wspominał o ich udziale w walkach, które doprowadziły około roku 50 do zniszczenia państwa Wanniusza. Według Kasjusza Diona Lugiowie występowali za panowania cesarza Domicjana 86–89 jako sojusznicy Rzymu w walce ze Swebami. Według Tacyta siedzibami Lugiów było terytorium między „nieprzerwanym pasmem górskim” dzielącym Swebów na południu i siedzibami Gotów na północy.
Według Tacyta Lugiowie dzielili się na wiele plemion (łac. civitates), z których wymienia pięć najważniejszych: Hariów, Helwekonów, Manimów, Helizjów, Nahanarwalów. Według Klaudiusza Ptolemeusza dzielili się na Lugiów-Omanów (Lougoi-Omanoi), Lugiów-Didunów (Lougoi-Dinounoi) i Lugiów-Burów (Lougoi-Bouroi). Według Tacyta Burowie byli osobnym plemieniem, możliwe więc, że weszli w skład federacji lugijskiej nieco później.

## Historia
Związek lugijski powstał zapewne znacznie wcześniej niż o tym świadczy pierwsza pewna wzmianka w dziele Strabona (Geographika). Pierwsi Celtowie przybyli z obszaru Czech i Moraw przez Bramę Morawską do południowej Polski około roku 400 p.n.e. i osiedlili się nad Odrą na Górnym Śląsku oraz na Dolnym Śląsku między Wrocławiem, Legnicą i górą Ślężą, na której znajdował się ich ośrodek kultu. Około roku 200 p.n.e. inna grupa Celtów z Moraw osiedliła się w okolicach Krakowa, mniejsze grupy na Kujawach i wzdłuż dolnej Wisły. Wszyscy ci Celtowie przynieśli ze sobą zdobycze kultury lateńskiej i po zmieszaniu się z lokalną ludnością odegrali istotną rolę w uformowaniu się kultury przeworskiej.
Według Strabona Lugiowie byli „wielkim ludem” i podobnie jak kilka innych ludów: Semnoni i bliżej nieznani Zumowie, Butonowie, Mugilonowie (Mugilones) i Sibinowie podlegali zwierzchnictwu Marboda, władcy markomańskiego państwa z głównym ośrodkiem w dzisiejszych Czechach (9 p.n.e. – 19 n.e.). Następna wzmianka o Lugiach dotyczy czasów cesarza Klaudiusza (41–54): według Roczników Tacyta „niezliczone mnóstwo” Lugiów przyczyniło się do upadku kwadzkiego państwa Wanniusza w 50 roku.
Następna wzmianka o Lugiach zawarta jest w dziele Kasjusza Diona, Historia Rzymska, kiedy mowa o wydarzeniach lat 91–92 za panowania cesarza Domicjana. Lugiowie prowadząc wojnę z germańskimi Swebami, zawarli sojusz z Rzymianami i poprosili cesarza Domicjana o posiłki, które otrzymali w postaci 100 jeźdźców.
Burowie, którzy według Ptolemeusza wchodzili w skład Lugiów, odegrali ważną rolę w czasie wojen markomańskich (167–180), o czym świadczy zorganizowanie przeciw nim odrębnej wyprawy wojennej (Expeditio Burica) i zawarcie później przez Marka Aureliusza przymierza z tym ludem.
Dalsze losy Lugiów są niepewne, ale niektórzy historycy przyjmują, że do nich odnoszą się informacje w dziele Zosimosa Nowa historia (Historia neá) o zwycięskich walkach cesarza Probusa prowadzonych w 279 roku przeciwko ludowi Longiones na terenie prowincji Recji nad rzeką Lygis (najprawdopodobniej rzeka Lech w dzisiejszej Austrii i Bawarii). Następną wzmianką może być etnonim Lupiones-Sarmatae umieszczony na mapie Tabula Peutingeriana datowanej ogólnie na II–IV wiek.

## Gospodarka
Lugiowie brali udział w wojnach z Rzymem, choć nie w tym stopniu co ich zachodni i południowi sąsiedzi Kwadowie i Markomanowie. Lugiowie rozwinęli hutnictwo żelaza i bogacili się na handlu bronią. Śladem ożywionego handlu jest również szlak bursztynowy.